# Fågelmåleri

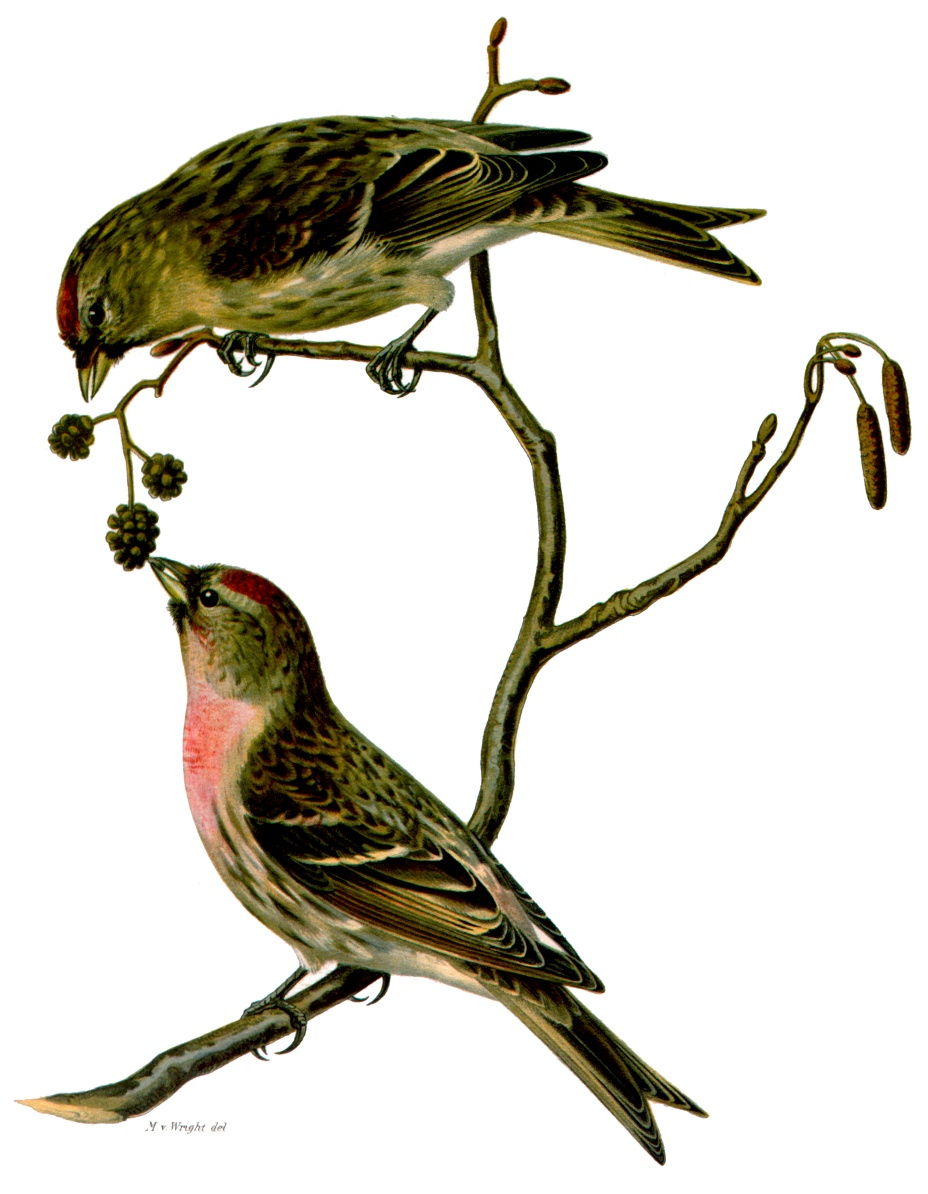
Gråsiskor ur Bröderna von Wrights Svenska Foglar.

Fågelmåleri är konstnärligt måleri av fåglar. Flera kulturer har en stark tradition av att skildra fåglar utifrån ett konstnärligt perspektiv.
Fågelmåleri som konstart har sin grund i ett måleri som skulle avbilda och dokumentera naturen och då i synnerhet fågelarter. Under 1800-talet blev Bröderna von Wright från Finland kända för sina skildringar av naturen. Magnus von Wrights Svenska Foglar, som han skrev assisterad av sin bror Wilhelm, kan anses som en av milstolparna till den moderna skildringen av fåglar i Europa. Verket blev färdigt 1838 och innehåller 178 handkolorerade litografier. 
Bruno Liljefors, är kanske den som mest har influerat 1900-talets naturskildrare i Sverige. Hans sätt att skildra fåglarna i sin naturliga miljö, med inslag av impressionistiska penseldrag, har med åren blivit stilbildande inom naturmåleriet. Flera av hans verk skildrar fåglar i teknikerna olja och akvarell. Under senare delen av 1900-talet har skildringen av fåglar med ett konstnärligt uttryck blivit allt mer förekommande. 
Lars Jonsson är en av de mest kända som genom sitt konstnärliga arbete, dels bevarat traditionen med att ge ut illustrerade fågelböcker, med att utveckla måleriet till en konstart. Hans akvareller och oljor finns numera att beskåda i museum Lars Jonsson. Verk från nu verksamma konstnärer visar på att fågelmåleriet har blivit en egen genre inom konstmåleriet. 
Några av dessa som spränger gränserna för det tydligt synbara och det mer uppfattade värdena finns konstnärerna, Johannes Nevala och Dirk Moerbeek.

## Tekniker
De vanligaste teknikerna som används är akvarell-, akryl- och oljemålning. Grafiska tekniker som förekommer är litografi och olika djuptryckstekniker, såsom koppartryck. Med den moderna digitala tekniken har det blivit vanligare med "Giclee fine art", en form av bläckutskrift, vid framställandet av tryck.